# Peter Alstrups Kunstforlag
P(eter) Alstrups Kunstforlag var en dansk kortvarefabrik, der primært fremstillede postkort. Fabrikken var oprindeligt grundlagt i Fredericia af Arnold Melchior (1857-1922, far til Marcus Melchior), som imidlertid gik fallit, hvorpå fotograf Peter Alstrup overtog fabrikken og i 1904 flyttede den til København. Den fik også en filial i Oslo. Fabrikken ophørte ved Peter Alstrups død i 1925 eller få år senere. I sin levetid nåede Alstrup at udgive op mod 10.000 forskellige postkort med danske motiver, hvilket ses af nummereringen af postkortene, hvor der i hvert fald kendes numre på over 9.000.